# Canko Hantov
Canko Hantov, in bulgaro Цанко Хантов? (Sofia, 11 agosto 1976), è un pentatleta bulgaro.

## Palmarès
In carriera ha conseguito i seguenti risultati:
- Mondiali:

Millfield 2001: bronzo nel pentathlon moderno individuale.